# Råbelövsbanan
El circuit de Kristianstad, anomenat Råbelövsbanan en suec a causa del proper castell de Råbelöv, va ser un circuit de curses temporal situat a prop de Kristianstad, a Escània (Suècia). El circuit es trobava a 5 km de Kristianstad i a 100 de Malmö, tenia una longitud de 6,537 km i una amplada de 6-8 metres.

## Història
Inaugurat el 14 de setembre de 1952, Kristianstad va acollir el Campionat del Món de Sport prototips dos anys (1956–1957) i el Gran Premi de Suècia de motociclisme de 1959 a 1961. A més de curses internacionals, el circuit també en va acollir de locals com ara les curses de motociclisme Skåneloppet entre 1952 i 1956.
Després de l'edició de 1961, el Gran Premi de Suècia es va reubicar al circuit d'Anderstorp i Kristianstad es va tancar i ja no es va tornar a fer servir.